# 블라디슬라프 1세

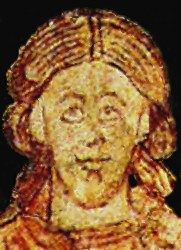
블라디슬라프 1세

블라디슬라프 1세(체코어: Vladislav I., 1065년경 ~ 1125년 4월 12일)는 보헤미아의 공작(재위: 1109년 ~ 1117년, 1120년 ~ 1125년)이다.

## 생애
보헤미아의 공작인 브라티슬라프 2세와 그의 아내인 폴란드의 시비엥토스와바(Świętosława)의 아들로 태어났다. 스바토플루크의 사촌이자 보르지보이 2세의 동생이기도 하다.
1109년 스바토플루크가 사망한 이후에 보헤미아의 공작으로 즉위했다. 폴란드의 볼레스와프 3세 공작을 지지했던 보르지보이 2세는 보헤미아의 공작위 복위를 요구했지만 1110년 블라디슬라프 1세에게 패배하면서 수감되고 만다. 그렇지만 신성 로마 제국의 황제였던 하인리히 5세의 도움으로 석방되었다.
폴란드로부터 정치적인 압력을 받은 블라디슬라프 1세는 1111년부터 모라바의 즈노이모 공작을 역임하고 있던 자신의 동생인 소베슬라프(Soběslav)에게 복종하게 된다. 1117년 보르지보이 2세가 보헤미아의 공작으로 복위한 이후에도 실질적인 권력을 유지했지만 1120년 보르지보이 2세가 퇴위하면서 보헤미아의 공작으로 복위하게 된다. 그의 공작위는 동생인 소베슬라프 1세가 승계받았다.